# 條蜂緣蝽
條蜂緣蝽（学名：Riptortus linearis）为蛛緣蝽科蜂緣蝽屬下的一个种:166。